# Muscimantis montana
Muscimantis montana är en bönsyrseart som beskrevs av Henry 1931. Muscimantis montana ingår i släktet Muscimantis och familjen Iridopterygidae. Inga underarter finns listade i Catalogue of Life.